# Matteo Parisi
Matteo Parisi (Bernalda, 1594 o 1595 – Roma, 29 aprile 1669) è stato un medico italiano, archiatra alla corte papale di Papa Innocenzo X e Alessandro VII. Trascorse i suoi ultimi anni al fianco di Papa Clemente IX.

## Biografia

### L'infanzia e gli studi

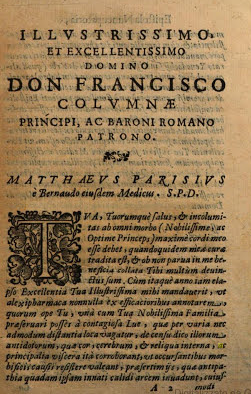
Matteo Parisi contribuisce alla stesura del libro “Consilium prophylactum à lue pestifera grassante” di Vincenzo Alsario Della Croce. (1631)

Matteo Parisi, detto Parisio, nacque negli ultimi anni del Cinquecento (tra il 1594-1595) da una modesta famiglia di origini calabresi. Nonostante l'attività familiare dedita all'artigianato, Parisio ebbe l'opportunità di studiare sia presso il Convento Francescano dei Conventuali sia nella sagrestia della chiesa madre, probabilmente anche in virtù dell'aiuto economico di una famiglia benestante.
Grazie allo studio di materie quali la scrittura, la lettura, la matematica e la geometria, elementi di teologia, lo studio delle Sacre Scritture e soprattutto del latino, Matteo riuscì poi ad accedere alla prestigiosa Università di Napoli. Infatti, a quei tempi, solo attraverso un'adeguata istruzione, che nel Sud-Italia e in Basilicata in particolare, era appannaggio del clero, si poteva accedere agli studi superiori (odierni studi universitari) di Salerno e di Napoli, dove le lezioni erano tenute interamente in latino.
Non sappiamo con precisione quanto durasse il periodo di questa prima formazione, ma possiamo presumere che cominciasse verso i 7-8 anni ed arrivasse fino ai 16-17 anni, età in cui Parisi iniziò gli studi superiori.
A Napoli affiancò gli studi filosofici a quelli medici, manifestando un particolare interesse per i testi di Ippocrate, Aristotele, Galeno, Platone e dei filosofi cristiani. Tra i suoi probabili docenti e maestri di vita spicca la figura di Marco Aurelio Severino (1580-1656), grande chirurgo e autore, nel 1632, del primo trattato illustrato di patologia chirurgica.
All'età di 22-23 anni conseguì la laurea in medicina, dopo aver dimostrato di possedere i requisiti allora richiesti: buona condotta morale, essere figlio legittimo ed essere seguace della Chiesa Cattolica Romana. Infatti, a partire dalla fine del XVI secolo, il candidato poteva conseguire il titolo accademico solo dopo aver fatto professione di fede, giurando di essere cattolico romano e di credere nella Santissima Maria. Lo stesso Parisi, dopo aver discusso su testi tratti da Ippocrate, Aristotele e Galeno alla presenza prima del solo Priore e poi a quella dell'intero collegio, proclamò la propria professione di fede.
Dopo la laurea soggiornò per diversi anni a Roma dove collaborò con l'amico e collega Vincenzo Alsario Della Croce alla stesura del libro Consilium prophylactum à lue pestifera grassante, riguardante la peste che in quegli anni gravava su Milano.

### Bernalda: il ritorno e la fuga

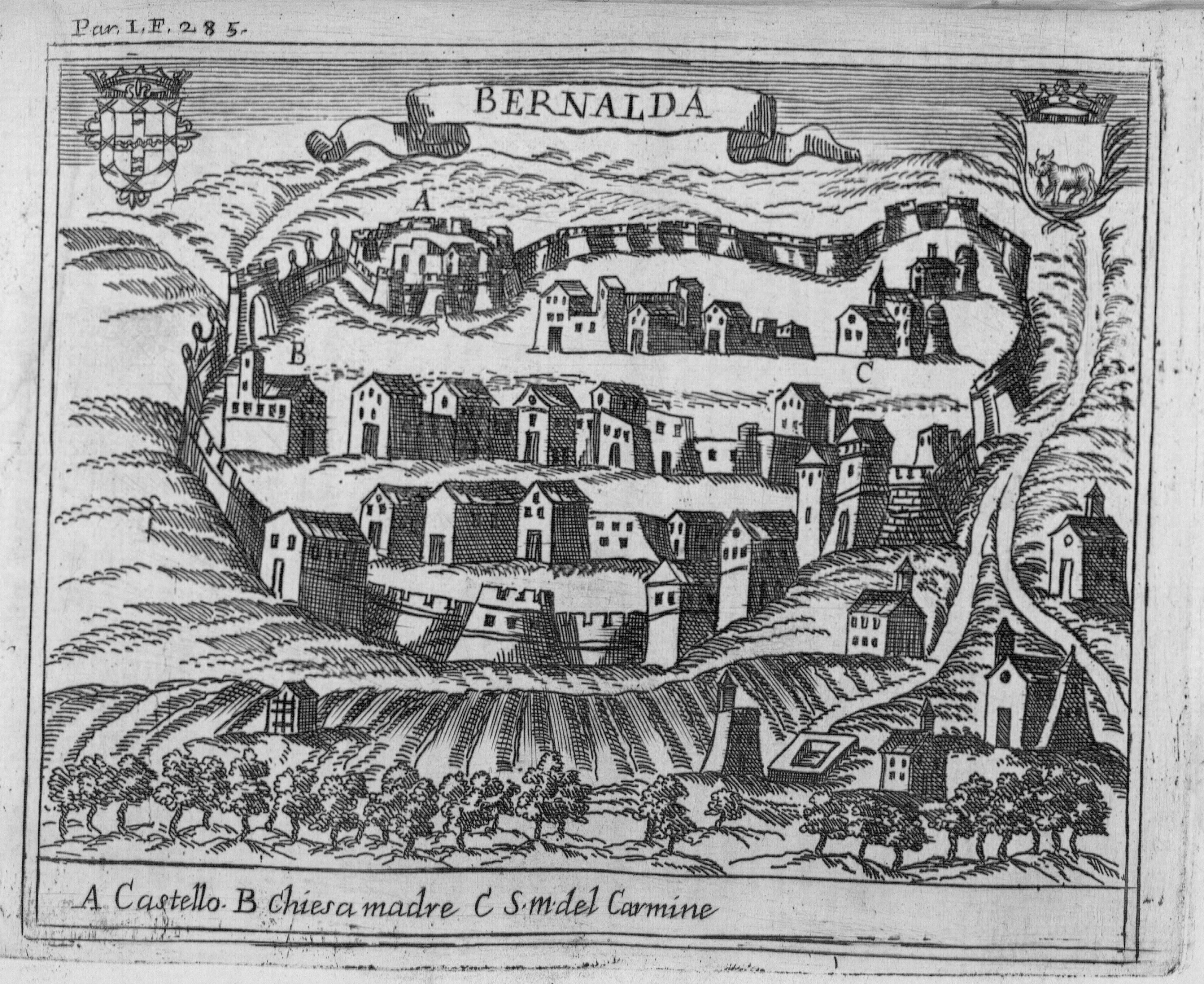
Illustrazione di Giovan Battista Pacichelli raffigurante Bernalda ai tempi del Parisio.

Verso il 1630 Matteo inaugurò, nella città natia, il proprio studio medico dove, oltre all'attività medica, era solito tenere scuola ai giovani rampolli delle agiate famiglie bernaldesi. Si batté duramente affinché la scienza medica, che in quel secolo cominciava a contrastare certe credenze e pratiche che avevano ancora a che fare con la magia e con la stregoneria, fosse accettata nel piccolo paese e, in poco tempo, riuscì a conquistare la fiducia dei concittadini, facendosi apprezzare per la sua preparazione e disponibilità.
Intorno al 1640 una delle figlie di Maria Chiara Penchi, nobildonna di origine genovese, proprietaria del feudo di Bernalda e sposata in seconde nozze con il nobile spagnolo don Luise Gamboa, si ammalò gravemente senza che alcun medico fosse in grado di trovare una cura efficace. La ragazza peggiorava rapidamente finché, ormai prossima alla morte, la famiglia decise di rivolgersi a Parisi, il quale, essendo di origini umili, non era stato inizialmente tenuto in considerazione. Il giovane medico si presentò al capezzale della moribonda dove rimase immediatamente colpito dalla bellezza della fanciulla e, nel giro di poche visite, se ne innamorò follemente.
Nonostante la loro diversa estrazione sociale, Matteo non si tirò indietro dal chiedere, dopo aver promesso alla famiglia Penchi che l'avrebbe curata, la mano della fanciulla, cosa inconcepibile in tempi in cui un matrimonio tra giovani appartenenti a ceti sociali così diversi era considerato deplorevole.
Essendo la ragazza ormai agonizzante, i genitori accettarono, seppur contrariati, l'offerta del Parisio, che diede il meglio di sé per riuscire a strappare alla morte l'amata. Dopo innumerevoli cure la malattia iniziò a regredire ed, essendo la ragazza ormai salva, Parisi pretese l'adempimento della promessa e dunque la mano della giovane; i genitori, però, non acconsentirono, cercando invece di ricompensarlo con molto denaro, che venne rifiutato con grande sdegno dal giovane medico.
Matteo, convinto che la fanciulla appena curata ricambiasse il suo amore, riteneva che l'unico ostacolo alla sua felicità fosse il patrigno della ragazza, don Luise Gamboa, che le impediva di incontrarlo. Pian piano la frustrazione e l'umiliazione iniziarono a trasformarsi in rabbia e desiderio di vendetta, Matteo iniziò così a pianificare l'omicidio di Gamboa: avrebbe usato il suo archibugio e poi sarebbe scappato. L'occasione si presentò una sera, mentre l'intera famiglia si godeva il tramonto sul balcone del proprio palazzo. Parisi sparò con l'archibugio, come premeditato, colpendo però la persona sbagliata. Colpì infatti a morte la donna amata, la guardò mentre si accasciava a terra e poi fuggì.
Fuggito da Bernalda, vagò per le campagne lucane chiedendo di volta in volta rifugio a qualche contadino; si tolse gli abiti da medico, cambiò nome, si adattò a fare il mandriano e, a volte, il veterinario. Dopo più di un anno di peregrinazioni Matteo si fermò a Monteserico, allora facente parte dell'organizzazione della regia dogana delle pecore di Foggia, dove ottenne un lavoro.
Nel 1641 il viceré Ramiro Felipe de Guzmann, recatosi a Monteserico per visitare le regie mandrie, si ammalò; furono chiamati i migliori medici della zona, ma l'illustre paziente non accennava a migliorare.
Parisi, informato sulla salute del viceré, si convinse che la cura prescritta dagli altri medici fosse del tutto sbagliata, decise così di farsi avanti, si rimise le vesti da medico e si presentò al viceré come medico forestiero.
I trattamenti del Parisio riuscirono a curare de Guzmann che, una volta ascoltata la sua travagliata storia, decise di concedergli in segno di gratitudine la grazia ed il perdono. Finalmente il giovane medico era un uomo libero; il viceré lo portò con sé a Napoli dove lo presentò come colui che gli aveva salvato la vita, introducendolo così a corte e negli ambienti più nobili.
Matteo, una volta ottenuto il perdono, progettò svariate volte il suo ritorno a Bernalda ma, temendo ancora una vendetta da parte dei familiari della giovane Penchi, decise di ricostruire la propria vita a Napoli dove iniziava già a farsi un nome.
Sposò una giovane partenopea, appartenente alla media borghesia, dalla quale ebbe due figli: Parisio e Cesare, che non lo seguirono però nello studio dell'arte medica preferendo, invece, la carriera ecclesiastica.

### Roma e la corte papale
Salito al soglio pontificio Innocenzo X (1644-1655), al secolo G. Battista Pamphili, successore di Urbano VIII (1623-1644), venne richiesto Matteo Parisi, che di solito svolgeva la sua attività a Napoli, per occuparsi della salute del pontefice; questi si rivolse dunque al viceré di Napoli don Ramiro de Guzman per ottenere i servigi del medico bernaldese che, tra il 1650-1652, si trasferì a Roma con tutta la famiglia, probabilmente anche a seguito dei torbidi della rivolta di Masaniello.
Giunto nella Città eterna, oltre alle saltuarie visite alla corte papale, divenne medico di fiducia delle famiglie abbienti ed altolocate.
Nell'estate del 1654, quando il papa venne colpito da forti attacchi di dissenteria e il medico Gian Giacomo Boldino (o Uboldino) venne allontanato insieme ad altri medici, vennero richiesti ufficialmente i servizi del “prodigioso” medico bernaldese (15 settembre) che dopo numerose visite all'illustre paziente si convinse di poterlo curare con infusi a base di polveri di corallo; subentrò dunque come unico archiatra pontificio.

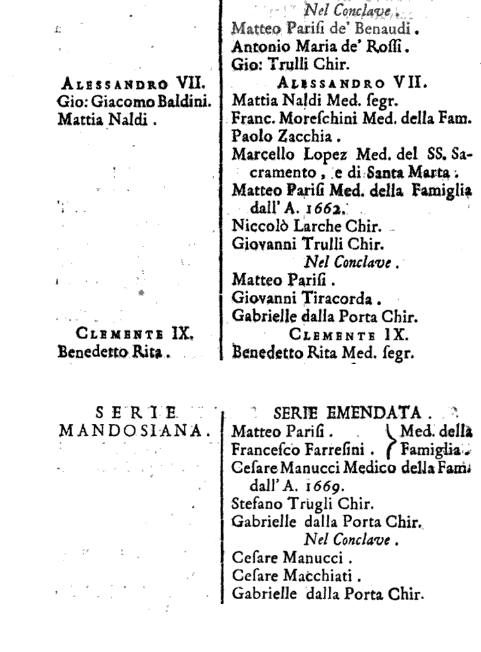
Matteo Parisi: archiatra pontificio.
Pagina tratta da: "Dagli Archiatri Pontifici - Volume Primo" di Gaetano Marini (1784)

Molto probabilmente l'insistente dissenteria che colpì il papa era causata da tifo o enterite o addirittura colera; le cure del medico Parisio portarono per una trentina di giorni ad un notevole miglioramento della salute del Sommo Pontefice di cui, però, riuscì a prolungare la vita solo di qualche mese; questi, il 29 dicembre 1654, proprio quando gli attacchi dissenterici si ripresentavano in forma acuta e la cura delle polveri di corallo risultava inadeguata, volle assegnargli una pensione di 50 scudi e un “benefizio” di 160. Innocenzo X si spense infine il 7 gennaio 1655.
Matteo Parisi fu poi tra i medici del conclave che il 7 Aprile dello stesso anno elesse, con il favore della Spagna, il cardinale senese Fabio Chigi (papa Alessandro VII) che, ancora sotto il pontificato del suo predecessore, ebbe modo di conoscere il medico lucano e di apprezzarne le qualità.
Parisio venne scelto come primo archiatra pontificio già all'inizio del nuovo pontificato, affiancato dal romano Paolo Zacchia, già medico alla corte papale e, a cui si deve l'invenzione della parola "dementia", dal senese Mattia Naldi, da tempo amico del cardinale, e da Francesco Moreschini.
Nel febbraio del 1664, durante la stesura del Trattato di Pisa a seguito dei dissapori creatisi tra lo stato pontificio e la Francia di Luigi XIV, il Santo Padre, che già da un paio di anni accusava forti dolori dovuti al “male della pietra”, cioè da calcolosi renale e biliare (malattia all'epoca difficilmente curabile), peggiorò le proprie condizioni e si ammalò gravemente. Parisio, affiancato da altri medici, alcuni cardinali e diversi nipoti, assistette Alessandro VII sul letto di morte dove, ancora lucido, soleva lamentarsi con il Duca di Chaulnes del cattivo trattamento riservato al nunzio apostolico a Parigi. Tenuto poi ai 37 cardinali raccolti attorno al suo letto il discorso di congedo, il pontefice si spense il 29 maggio del 1667.
Matteo Parisio fu nuovamente scelto per i suoi meriti come medico ufficiale e archiatra del conclave.
Eletto il 20 giugno 1667 papa Clemente IX (Giulio Rospigliosi), che nel suo pontificato di soli 28 mesi proseguì la politica del suo predecessore, Parisi si dedicò alla libera professione aprendo uno studio privato nella Roma in fermento artistico promosso dal papa e divenne medico della famiglia del defunto pontefice Chigi.

### Gli ultimi anni ed il perdono di Bernalda
Nonostante il Parisio avesse superato i 70 anni il suo studio era molto apprezzato. L'essere stato archiatra di due papi e l'essere tenuto ancora in considerazione nella curia del nuovo pontefice, infatti, gli dava prestigio e fama e inoltre la rappresentazione della commedia “La cortigiana schernita” di Giovanni Maria Alessandrini, a lui dedicata, lo rendeva un personaggio ancor più noto e richiesto.
Negli ultimi anni di vita, benché avanzato con l'età, non si risparmiò nella professione; secondo l'erudito Giacinto Gigli, l'archiatra Parisi passò a miglior vita il 29 aprile 1669, dopo aver ottenuto, diversi anni prima, il perdono della città natia.
Grazie alle sue conoscenze e alla fama già acquisita ottenne, tra il 1650 e il 1651, alcune reliquie di santi (tra cui quelle di San Bernardino, San Vittorino e San Vitale) custodite in reliquiario, che fece pervenire, come segno di scusa e richiesta di perdono, alla  Chiesa Madre di Bernalda.
Tali reliquie venivano esposte al pubblico il 20 maggio, giorno della festa di San Bernardino come descritto nell'opera "Istoria civica di Bernalda" di Filippo Ambrosano.

## Riconoscimenti
A Matteo Parisi sono state recentemente dedicate una scuola ed una strada della città natia.